# Бруно Сезар
Бру́но Се́зар Зана́ки (порт.-браз. Bruno Cesar Zanaki; 11 марта 1988, Санта-Барбара-д’Уэсти) — бразильский футболист, полузащитник клуба «Пенафиел».

## Биография
Бруно Сезар начал карьеру в клубе «Униан Барбаренсе». Оттуда он перешёл в «Баию», с которой выиграл молодёжный чемпионат штата Баия и стал там вторым бомбардиром турнира с 23 мячами. Затем он выступал за молодёжные команды «Сан-Паулу», «Палмейрас» и «Гремио». Позже он вернулся в «Палмейрас». Но так и не добравшись до первой команды, бразилец перешёл в «Ульбру», где дебютировал 21 января 2009 года в матче с «Авендой». Забив два гола в 6 матчах, Бруно Сезар перешёл в «Нороэстре». 18 февраля 2009 года он дебютировал в этой команде в матче с «Итуано», где его клуб проиграл 0:1. В том же году форвард перешёл в свой третий клуб, «Санту-Андре», где свою первую игру он провёл 15 мая, выйдя на замену на 63-й минуте встречи с «Коритибой»; матч его клуб выиграл 4:2. Всего за клуб футболист провёл 22 матча и забил 7 голов.
В 2010 году Бруно Сезар перешёл в «Коринтианс». 27 мая 2010 года он дебютировал в составе команды в матче с «Гремио Баруэри» и через несколько секунд после выхода на замену вместо Элиаса забил гол; встреча завершилась со счётом 2:2. В своём первом сезоне в клубе бразилец забил 14 голов в 31 матче, став третьим бомбардиром первенства, вслед за Жонасом и Неймаром. Весной 2011 года Бруно Сезар выступал слабо: он забил лишь 1 мяч в 18 проведённых встречах.
30 марта 2011 года Бруно Сезар перешёл в португальскую «Бенфику», подписав контракт на 6 лет. Сумма трансфера составила 6 млн евро. При этом футболист предпочёл «Бенфику» другому португальскому клубу — «Порту». 27 июля он дебютировал в составе клуба в матче квалификации Лиги чемпионов с турецким «Трабзонспором». Бруно быстро стал игроком основы клуба, вытеснив из состава Нолито.
23 января 2013 года Сезар перешёл в аравийский клуб «Аль-Ахли» за 5,5 млн евро, подписав контракт на 3,5 года. По собственным словам футболиста, он сделал это ради хороших финансовых условий: «Я не корыстный человек. Это очень хороший контракт, который даст моей семье финансовую стабильность. Хотя я, конечно, понимаю, что этот переход отдаляет меня от цели быть в национальной команде, Лиге чемпионов и играть среди лучших команд мира».
В январе 2014 года Сезар отправился в аренду в «Палмейрас» до конца декабря этого же года.
31 июля 2015 года Сезар перешёл из «Аль-Ахли» в «Эшторил-Прая», детали сделки неизвестны.
В октябре 2011 года Бруно Сезар впервые был вызван в сборную Бразилии, где дебютировал 10 ноября в матче со сборной Габона.

## Титулы и достижения
- Обладатель Кубка португальской лиги (2): 2011/12, 2017/18
- Обладатель Кубка наследного принца Саудовской Аравии (1): 2014/15
- Лучший новичок чемпионата Бразилии: 2010